# Doug Chandler
John Douglas Chandler (Salinas, California, Estados Unidos, 27 de septiembre de 1965) es un expiloto de motociclismo estadounidense. Él ganó una reputación como uno de los corredores más versátiles de los años 1980 y de los años 1990. Chandler es uno de los únicos cuatro pilotos en la historia de carreras de AMA en ganar el AMA Grand Slam, que representa las victorias nacionales en una milla, media milla, pista corta, TT y carrera por carretera. Fue instroducido en el salón de la fama de la motocicleta del AMA en 2006.

## Biografía
Nacido en Salinas, California, Chandler comenzó a competir en la pista de tierra de carreras ovaladas después de experimentar el éxito en competiciones de motocross. En 1983 ganó el prestigioso premio AMA Rookie del Año. Su primera victoria en la carrera por carretera fue en 1988 en la clase Pro-Twins en Mid-Ohio. Él siguió para tomar el título de AMA Superbike en 1990 en un Muzzy Kawasaki, también teniendo victorias de Superbike del mundo en Brainerd y Sugo ese año.
En 1991, Chandler viajó a Europa para competir en la serie de carreras de motos Grand Prix. Montó para el excampeón del mundo Kenny Roberts en un equipo de satélite a bordo de una Yamaha. Terminó un noveno respetable en su primer año en el circuito de Grand Prix. Él aceptó un trabajo de Suzuki en 1992 que termina 5.º en general, solamente apenas detrás del compañero de equipo experimentado Kevin Schwantz. Chandler pasó 1993 y 1994 montando para el equipo de Cagiva. Abrió 1993 con un podio en Australia antes de que las cosas salieran mal y el apoyo del equipo se trasladó hacia el compatriota John Kocinski.
Después de la temporada de Grand Prix 1994, Chandler salió de Europa y volvió a la serie AMA Superbike con Harley-Davidson. Después de un año menos que exitoso en 1995 el desarrollo de la superbike Harley-Davidson, se reincorporó al equipo Muzzy para 1996, y ganó los dos títulos de AMA Superbike 1996 y 1997. Como resultado, se unió a Fred Merkel y Reg Pridmore como tres veces campeones de AMA Superbike. A pesar de un accidente severo en la competición del mundo de Superbike en Laguna Seca en 1998, él acabó segundo en general a Ben Bostrom en el campeonato de AMA Superbike. Chandler se quedó con Kawasaki hasta 2002, antes de un último año de carreras de carretera con Ducati. En 2003, Chandler probó su mano en las carreras de Supermoto en la temporada inaugural del Campeonato AMA Supermoto. Mostrando su impresionante versatilidad, Chandler ganó una carrera en la nueva serie.

## Resultados

### Campeonato del Mundo de Motociclismo
Sistema de puntuación de 1993 hasta 2022:
| Posición | 1.º | 2.º | 3.º | 4.º | 5.º | 6.º | 7.º | 8.º | 9.º | 10.º | 11.º | 12.º | 13.º | 14.º | 15.º |
| Puntos   | 25  | 20  | 16  | 13  | 11  | 10  | 9   | 8   | 7   | 6    | 5    | 4    | 3    | 2    | 1    |

#### Por temporada
| Temp. | Cat.  | Moto   | Carreras | Victorias | Podios | Poles | V.Ráp. | Pts | Pos  |
| ----- | ----- | ------ | -------- | --------- | ------ | ----- | ------ | --- | ---- |
| 1991  | 500cc | Yamaha | 15       | 0         | 0      | 0     | 0      | 85  | 9.º  |
| 1992  | 500cc | Suzuki | 13       | 0         | 4      | 2     | 0      | 94  | 5.º  |
| 1993  | 500cc | Cagiva | 12       | 0         | 1      | 0     | 0      | 83  | 10.º |
| 1994  | 500cc | Cagiva | 14       | 0         | 1      | 0     | 0      | 96  | 9.º  |
| Total |       |        | 54       | 0         | 6      | 2     | 0      | 358 |      |

#### Carreras por año
(Carreras en negrita indica pole position, carreras en cursiva indica vuelta rápida)
| Año  | Cat.  | Moto   | 1      | 2      | 3       | 4       | 5       | 6     | 7     | 8       | 9       | 10      | 11      | 12     | 13      | 14     | 15      | Pos. | Pts. |
| ---- | ----- | ------ | ------ | ------ | ------- | ------- | ------- | ----- | ----- | ------- | ------- | ------- | ------- | ------ | ------- | ------ | ------- | ---- | ---- |
| 1991 | 500cc | Yamaha | JPN 11 | AUS 12 | USA Ret | SPA 10  | ITA 6   | GER 9 | AUT 7 | EUR 9   | NED 11  | FRA 6   | GBR Ret | RSM 9  | CZE 10  | VDM 7  | MAL Ret | 9.º  | 85   |
| 1992 | 500cc | Suzuki | JPN 2  | AUS 5  | MAL 5   | SPA 10  | ITA 4   | EUR 3 | GER 8 | NED Ret | HUN 2   | FRA Ret | GBR Ret | BRA 3  | RSA 4   |        |         | 5.º  | 94   |
| 1993 | 500cc | Cagiva | AUS 3  | MAL 9  | JPN 11  | SPA Ret | AUT 8   | GER 6 | NED 4 | EUR Ret | RSM DNS | GBR DNS | CZE 9   | ITA 10 | USA Ret | FIM 5  |         | 10.º | 83   |
| 1994 | 500cc | Cagiva | AUS 9  | MAL 9  | JPN 10  | SPA 7   | AUT Ret | GER 7 | NED 6 | ITA Ret | FRA Ret | GBR 5   | CZE Ret | USA 5  | ARG 2   | EUR 10 |         | 9.º  | 96   |

### Campeonato Mundial de Superbikes

#### Carreras por año
(Carreras en negrita indica pole position, carreras en cursiva indica vuelta rápida)
| Año  | Moto     | 1   | 1   | 2   | 2   | 3   | 3   | 4       | 4      | 5   | 5   | 6       | 6       | 7   | 7   | 8     | 8       | 9      | 9       | 10  | 10  | 11  | 11  | 12  | 12   | 13  | 13  | Pos. | Pts. |
| Año  | Moto     | R1  | R2  | R1  | R2  | R1  | R2  | R1      | R2     | R1  | R2  | R1      | R2      | R1  | R2  | R1    | R2      | R1     | R2      | R1  | R2  | R1  | R2  | R1  | R2   | R1  | R2  | Pos. | Pts. |
| ---- | -------- | --- | --- | --- | --- | --- | --- | ------- | ------ | --- | --- | ------- | ------- | --- | --- | ----- | ------- | ------ | ------- | --- | --- | --- | --- | --- | ---- | --- | --- | ---- | ---- |
| 1989 | Kawasaki | GBR | GBR | HUN | HUN | CAN | CAN | USA DNS | USA 12 | AUT | AUT | FRA     | FRA     | JPN | JPN | GER   | GER     | ITA    | ITA     | AUS | AUS | NZL | NZL |     |      |     |     | 69.º | 4    |
| 1990 | Kawasaki | SPA | SPA | GBR | GBR | HUN | HUN | GER     | GER    | CAN | CAN | USA 3   | USA 1   | AUT | AUT | JPN 3 | JPN 1   | FRA    | FRA     | ITA | ITA | MAL | MAL | AUS | AUS  | NZL | NZL | 15.º | 70   |
| 1996 | Kawasaki | SMR | SMR | GBR | GBR | GER | GER | ITA     | ITA    | CZE | CZE | USA Ret | USA 6   | EUR | EUR | INA   | INA     | JPN    | JPN     | NED | NED | SPA | SPA | AUS | AUS  |     |     | 29.º | 10   |
| 1997 | Kawasaki | AUS | AUS | SMR | SMR | GBR | GBR | GER     | GER    | ITA | ITA | USA 5   | USA Ret | EUR | EUR | AUT   | AUT     | NED    | NED     | SPA | SPA | JPN | JPN | INA | INA  |     |     | 35.º | 11   |
| 1998 | Kawasaki | AUS | AUS | GBR | GBR | ITA | ITA | SPA     | SPA    | GER | GER | SMR     | SMR     | RSA | RSA | USA 3 | USA DNS | EUR    | EUR     | AUT | AUT | NED | NED | JPN | JPN  |     |     | 32.º | 8    |
| 2001 | Kawasaki | SPA | SPA | RSA | RSA | AUS | AUS | JPN     | JPN    | ITA | ITA | GBR     | GBR     | GER | GER | SMR   | SMR     | USA 9  | USA Ret | EUR | EUR | GER | GER | NED | NED  | ITA | ITA | 35.º | 7    |
| 2002 | Ducati   | SPA | SPA | AUS | AUS | RSA | RSA | JPN     | JPN    | ITA | ITA | GBR     | GBR     | GER | GER | SMR   | SMR     | USA 13 | USA 9   | GBR | GBR | GER | GER | NED | NED< | ITA | ITA | 32.º | 10   |